# Fake It
Fake It è il primo singolo hard rock della band post-grunge Seether, estratto dal loro album Finding Beauty in Negative Spaces.

## Video musicale
Il videoclip fu diretto da Tony Petrossian e pubblicato il 23 ottobre del 2003 insieme all'album.
Il video mostra il cantante Shaun Morgan mentre sta registrando un video musicale su un set, circondato da ragazze seducenti. Più avanti si scorge la band al completo che suona in una radura innevata e un'arena dall'aspetto industriale, interamente circondata dai fan.

## Successo commerciale
Il brano raggiunse la prima posizione nella Mainstream Rock Songs e nella Alternative Songs, per un periodo di 9 settimane, il 59º posto nella Billboard Hot 100 e ricevette una certificazione di platino dalla RIAA.

## Formazione
- Shaun Morgan – voce, chitarra
- Dale Stewart – basso, cori
- John Humphrey – batteria, percussioni

## Classifica
| Classifica (2007–2008)                | Posizione massima |
| ------------------------------------- | ----------------- |
| Australian ARIA Singles Chart         | 49                |
| Billboard Billboard Canadian Hot 100  | 38                |
| New Zealand RIANZ                     | 14                |
| U.S. Billboard Mainstream Rock Tracks | 1                 |
| U.S. Active Rock                      | 1                 |
| U.S. Billboard Modern Rock Tracks     | 1                 |
| U.S. Billboard Pop 100                | 59                |
| U.S. Billboard Hot 100                | 56                |

## Altri media
Il singolo fu anche utilizzato come tema musicale del WWE No Way Out, tenutasi il 17 febbraio 2008 a Las Vegas, apparve nella colonna sonora del videogioco Burnout Paradise e  nell'update del videogioco Rock Band 2 e nel DLC Rocksmith 2014.